# Paroxystoglossa spiloptera
Paroxystoglossa spiloptera là một loài Hymenoptera trong họ Halictidae. Loài này được Moure mô tả khoa học năm 1960.